# Messerschmitt Bf 108
El Messerschmitt Bf 108 Taifun (‘tifón’ en alemán) fue un avión deportivo monomotor alemán desarrollado por la Bayerische Flugzeugwerke (Fábrica de Aviones Bávara). El Bf 108 estaba construido completamente en metal. En el ámbito militar fue usado para realizar tareas de comunicación y enlace. En el caza Bf 109 se implementaron muchas de las características de diseño del Taifun.

## Diseño y desarrollo

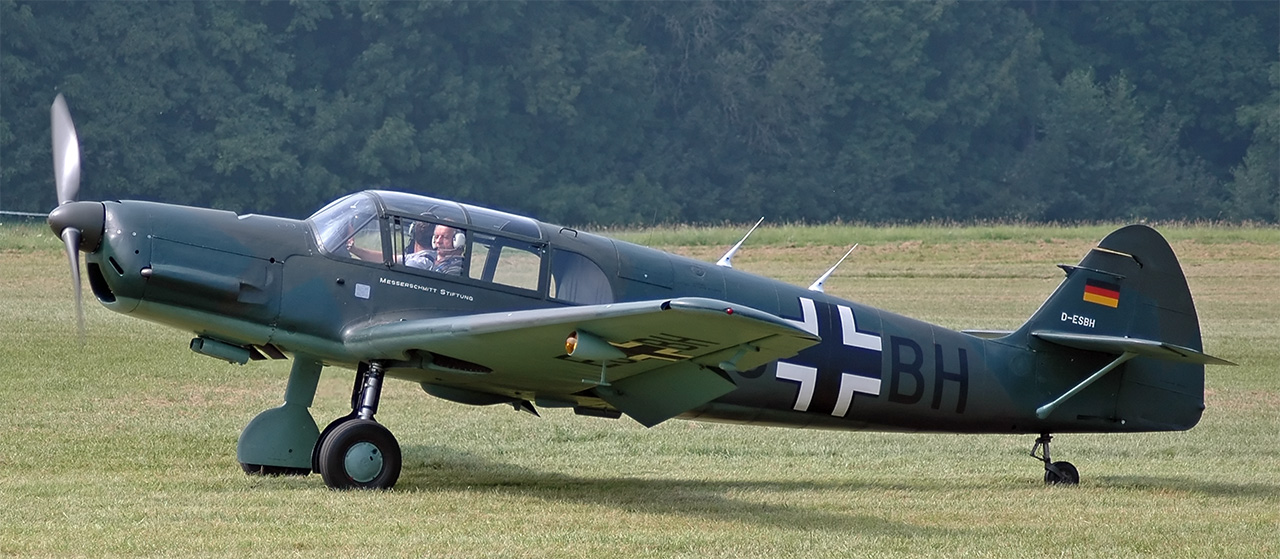
Messerschmitt Bf 108B.

El Bf 108 señaló el comienzo de una nueva era para la compañía Bayerische Flugzeugwerke con la introducción de la fórmula monoplana de ala baja cantilever, revestimiento resistente y sistema patentado de construcción de alas mono larguero, con flaps y slats automáticos de borde de ataque.
Originalmente designado M.37, fue posteriormente designado Bf 108 Taifun. Tuvo su origen en una solicitud de un avión que compitiera en el 4ème Challenge de Tourisme Internationale de 1934, a celebrar en Varsovia construyéndose seis aviones para completar el contrato.
El prototipo (D-ILIT) comenzó sus vuelos de pruebas en la primavera de 1934. Era un monoplano de ala baja cantilever con tren de aterrizaje retráctil con patín de cola y cabina cerrada de cuatro plazas, propulsado por un motor Hirth HM 8U de 250 hp; también se probó con el motor Argus As 17B de 220 hp. Los aviones de serie Bf 108A no consiguieron el éxito en la competición, cuyo sistema de puntuación favorecía a diseños menos pesados y menos avanzados, pero las altas prestaciones de Bf 108A condujeron a que en los últimos años del decenio de los 30 consiguiera un cierto número de vuelos récord y ganase algunas competiciones.
El Bf 108 fue adoptado por la Luftwaffe como avión de enlace y utilizado por las Luftdienstverbände para realizar tareas tales como el suministro y remolque de blancos. También fue exportado a Bulgaria, Hungría, Japón, Rumania, la URSS, Suiza y Yugoslavia.
La Legión Cóndor utilizó algunos ejemplares en España; dos Bf 108 pertenecientes al cuerpo diplomático alemán fueron requisados por la RAF y bautizados Messerschmitt Aldon; algunos otros servirían con la RAF durante breve tiempo en la posguerra.
Fue fabricado en Alemania hasta 1942, cuando la producción fue transferida a la planta de la Société nationale des constructions aéronautiques du Nord-SNCAN - antigua ANF Les Mureaux -  en Les Mureaux . Hacia el final de la guerra se habían construido 885 aparatos, continuando el desarrollo del modelo por la SNCAN (Nord), que fabricó tanto el Bf 108 como el Me 208 en diversas versiones, hasta un total aproximado de 285 aparatos. Unos cuantos Bf 108 originales y unos pocos ejemplares de construcción francesa continúan volando en la actualidad.

## Variantes
Bf 108A
Versión inicial diseñada en 1934 para ser usada en el Challenge 1934. Se construyeron seis ejemplares propulsados por un motor Hirth HM 8U, y otro que inicialmente tenía un motor lineal Argus As 17B de 162 kW (220 CV, 217 hp) y más tarde un radial de siete cilindros Siemens-Halske Sh 14 de 118 kW (160 CV, 158 hp).
Bf 108B
Versión principal de producción con algunas mejoras, incluyendo rueda de cola en lugar de patín y propulsada por el motor Argus As 10 C de  179 kW (240 hp) de potencia.
Bf 108C
Versión propuesta de alta velocidad con motor Hirth HM 512 A de 400 hp (300 kW); no fue construida.
Me 208
Versión mejorada con tren de aterrizaje triciclo retráctil; dos prototipos construidos por SNCAN durante la guerra, uno de ellos destruido en ataque aéreo. Después de 1945, Nord continuó su fabricación como Nord Noralpha.
Nord 1000 Pingouin
Bf 108 construidos durante y después de la guerra por SNCAN, seguidos por el Nord 1001, que solo tenía pequeñas variaciones, y por el Nord 1002; ambos usaban un motor Renault 6Q-11 y 6Q-10 de 230 hp (170 kW) respectivamente
Nord 1100 Noralpha (Ramier I y II)
Derivado del Bf 108 construido después de la guerra por SNCAN con tren de aterrizaje triciclo y motores Renault 6Q 10/11.

## Operadores
Alemania nazi
- Luftwaffe

 Bulgaria
- Fuerza Aérea Búlgara

 Checoslovaquia

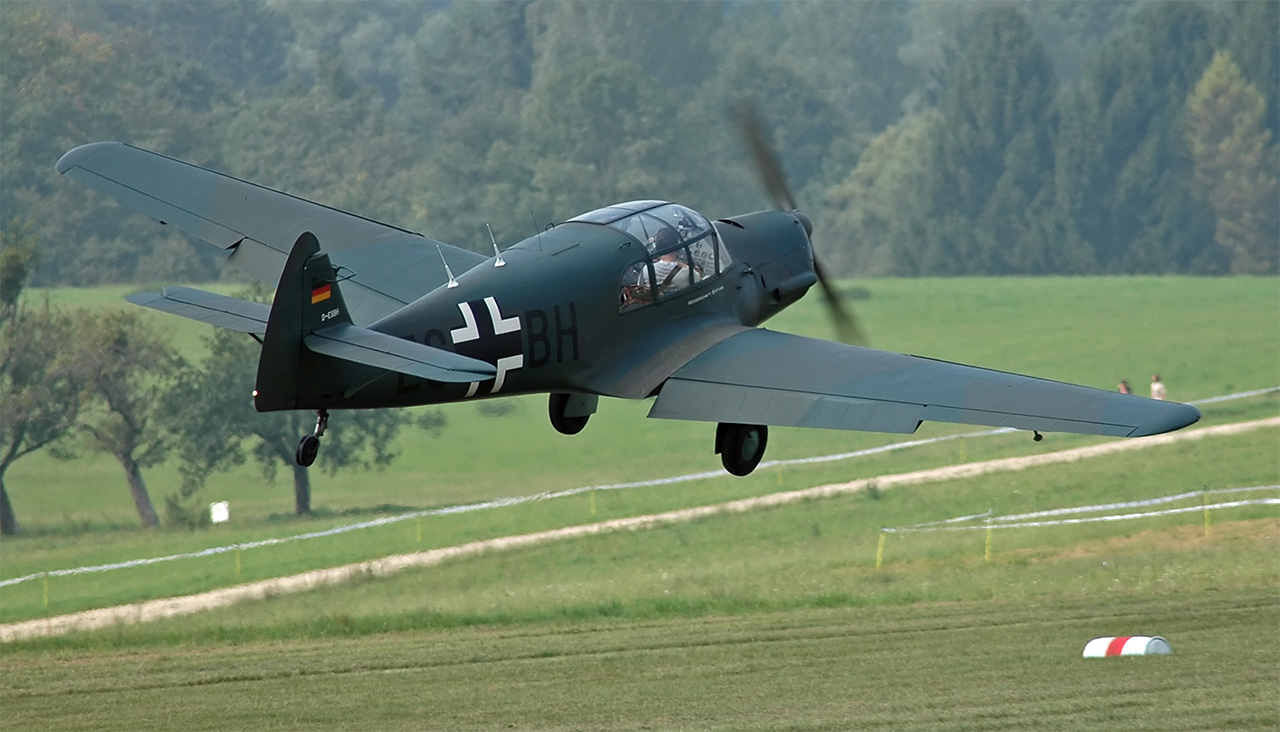
Bf 108B Taifun

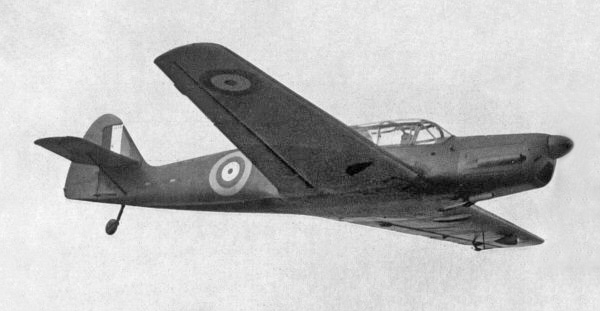
Aldon de la RAF

- Fuerza Aérea Checoslovaca: usados en la posguerra bajo la designación K-70.

 España
- Ejército del Aire de España.[2]

 Estados Unidos
- Un ejemplar Bf 108B comprado en 1939.

 Francia
- Ejército del Aire Francés: aviones capturados en la guerra, y en la posguerra ejemplares Nord 1000 fabricados en Francia.

 Hungría
- Fuerza Aérea Húngara

 Japón
- Fuerza Aérea del Ejército Imperial Japonés

 Manchukuo
- Manchukuo National Airways

 Polonia
- Fuerza Aérea Polaca: en la posguerra usó algunos aviones capturados

 Reino Unido
- Real Fuerza Aérea británica: cuatro aviones confiscados al estallar la Segunda Guerra Mundial y puestos en servicio con la designación Messerschmitt Aldon. Como avión ligero de comunicaciones, fue el avión de ese tipo más veloz que tuvo la RAF en la época, a veces causaba confusión por el parecido con los Bf 109 atacantes. En la posguerra fueron capturados 15 más y volaron con los colores de la RAF.[3]

 República de China
- Fuerza Aérea de la República de China

 Unión Soviética
- Fuerza Aérea Soviética: numerosos aparatos capturados

 Yugoslavia
- Real Fuerza Aérea Yugoslava

## Especificaciones (Bf 108B)

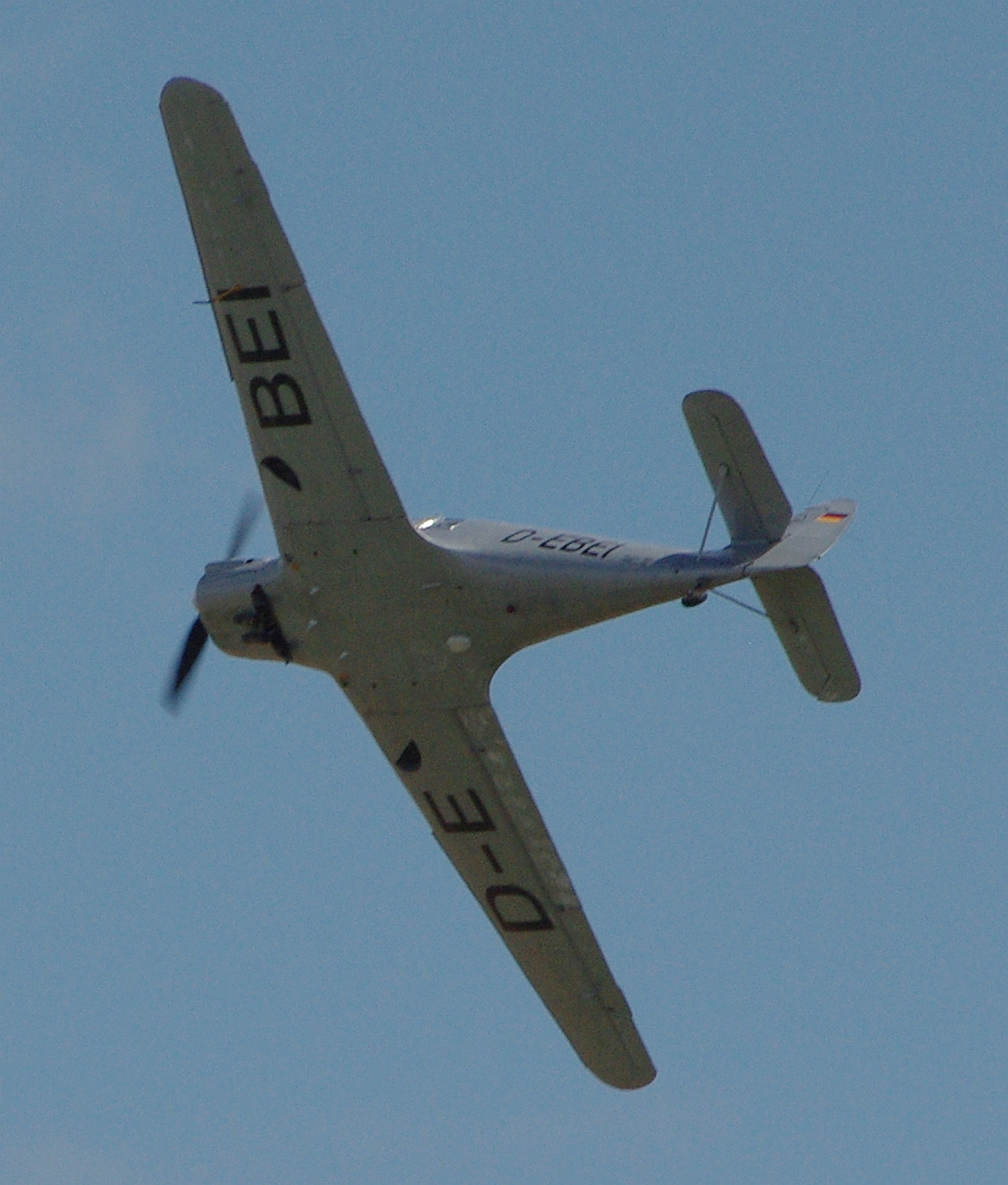
Bf 108B-1 de Lufthansa volando en 2009

### Características generales
- Tripulación: Uno (piloto)
- Capacidad: Tres
- Longitud: 8,3 m (27,2 ft)
- Envergadura: 10,5 m (34,4 ft)
- Altura: 2,3 m (7,5 ft)
- Superficie alar: 16,4 m² (176,5 ft²)
- Peso vacío: 880 kg (1939,5 lb)
- Peso máximo al despegue: 1385 kg (3052,5 lb)
- Planta motriz: 1× motor lineal V-8 invertido refrigerado por aire Argus As 10C.
  - Potencia: 177 kW (244 HP; 241 CV)
- Hélices: 1× Bipala metálica de paso fijo por motor.

### Rendimiento
- Velocidad máxima operativa (Vno): 315 km/h (196 MPH; 170 kt) a 1000 m
- Velocidad crucero (Vc): 265 km/h (165 MPH; 143 kt)
- Alcance: 1000 km
- Techo de vuelo: 5000 m (16 404 ft)
- Carga alar: 87,5 kg/m² (17,9 lb/ft²)
- Potencia/peso: 0,143 kW/kg

## Aeronaves relacionadas

### Desarrollos relacionados
- Messerschmitt Bf 109
- Nord Pingouin
- Nord Noralpha

### Aeronaves similares
- Klemm Kl 36
- Fieseler Fi 97
- Arado Ar 96
- SIPA S.11

### Secuencias de designación

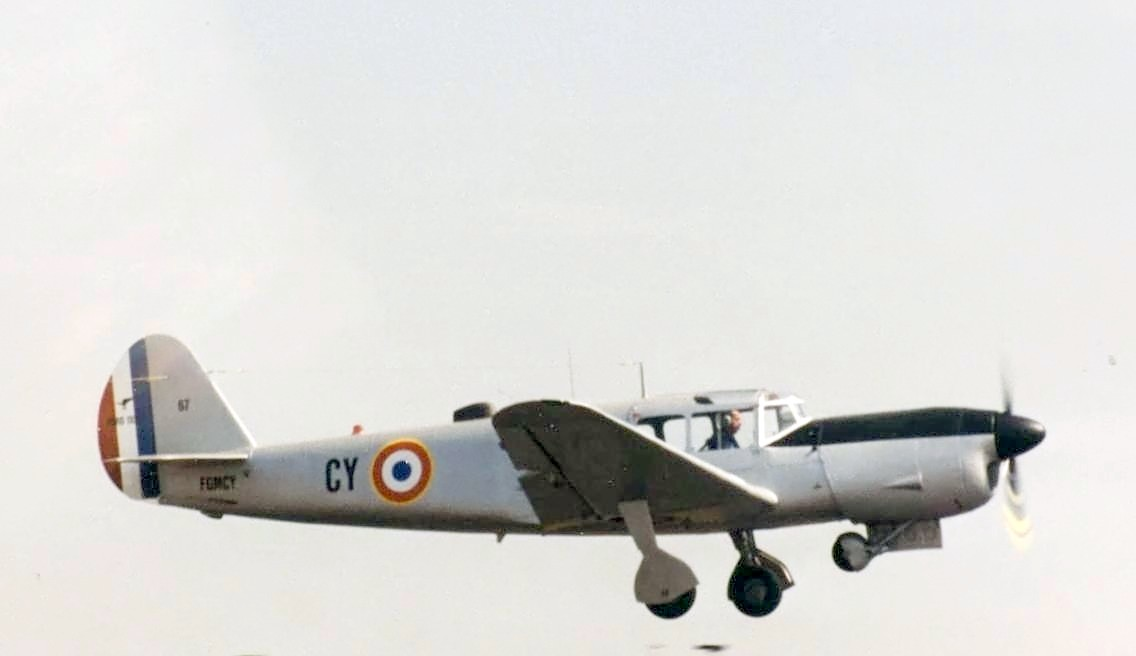
Nord 1101 Noralpha.

- Secuencia M _ (interna de Messerschmitt): ← M 33 - M 35 - M 36 - M 37
- Secuencia Numérica (designaciones del RLM 1933-1945): ← Kl 105 - Kl 106 - Kl 107 - Bf 108 - Bf 109 - Bf 110 - He 111 -- DFS 203 - Si 204 - Fw 206 - Me 208 - Me 209 (I)/Me 209 (II) - Me 210 - Hü 211→
- Secuencia C-_ (Aviones de Carga del USAAC/USAAF/USAF, 1924-1962): ← C-41/A - C-42 - C-43 - C-44 - C-45 - C-46 - C-47/T →
- Secuencia Numérica (Aeronaves del Ejército del Aire español, 1939-1945): ← 43 (I) - 43 (II) - 43 (III) - 44 - 45 (I) - 45 (II) - 46 →
- Secuencia L._ (Aeronaves Utilitarias del Ejército del Aire español, 1945-1954): ← L.12 - L.13 - L.14 - L.15 - L.16 - L.17 - L.18 →